# Израильско-палестинский кризис (2021)
6 мая 2021 года начались столкновения между палестинскими и еврейскими демонстрантами, в конфликт вмешалась полиция Израиля, пытаясь его остановить. Конфликт разгорелся из-за запланированного решения Верховного суда Израиля о выселении палестинцев из жилых домов в квартале Шейх-Джаррах, районе Восточного Иерусалима. Вечером 7 мая, группа палестинских арабов закидала камнями и петардами полицейских, стоящих у Шхемских ворот, увлекая их за собой к мечети Аль-Акса, что усугубило конфликт. После этого исполнение решения Верховного суда было отсрочено на 30 дней, поскольку Юридический советник правительства Израиля Авихай Мандельблит стремился снизить напряжённость.
9 мая, на фоне марша группы крайне правых еврейских националистов, который позже был отменён, израильская полиция, отвечающая за охрану правопорядка и общественного спокойствия, была вынуждена штурмовать мечеть Аль-Акса, главное священное место для мусульман. В ответ с 10 по 12 мая ХАМАС и «Исламский джихад» выпустили более 1500 ракет по Израилю, по данным пресс-службы Армии обороны Израиля, поразив дома и школу, убив двух и ранив минимум 70 израильских мирных жителей.
Израиль ответил авиаударами по объектам военной инфраструктуры в Газе, и, как сообщили официальные источники сектора, по меньшей мере 30 палестинцев были убиты, в том числе десять детей, и ещё 203 были ранены. По данным пресс-службы Армии обороны Израиля, по меньшей мере пятнадцать из убитых были членами террористической группировки ХАМАС. 11 мая, в результате авиаудара ВВС Израиля, обрушилась 13-этажная жилая башня в Газе, где размещался офис, использовавшийся политическим руководством ХАМАС. Накануне, следуя традиционной тактике точечных авиаударов, руководство ВВС Израиля оповестило жителей о необходимости покинуть здание и укрыться в защищённых помещениях.
С 21 мая стороны договорились о прекращении огня. 16 июня 2021 года израильские ВВС нанесли удары по объектам ХАМАС в Газе после того, как палестинцы запустили со своей территории воздушные шары с горючей смесью в сторону Израиля.

## Предыстория

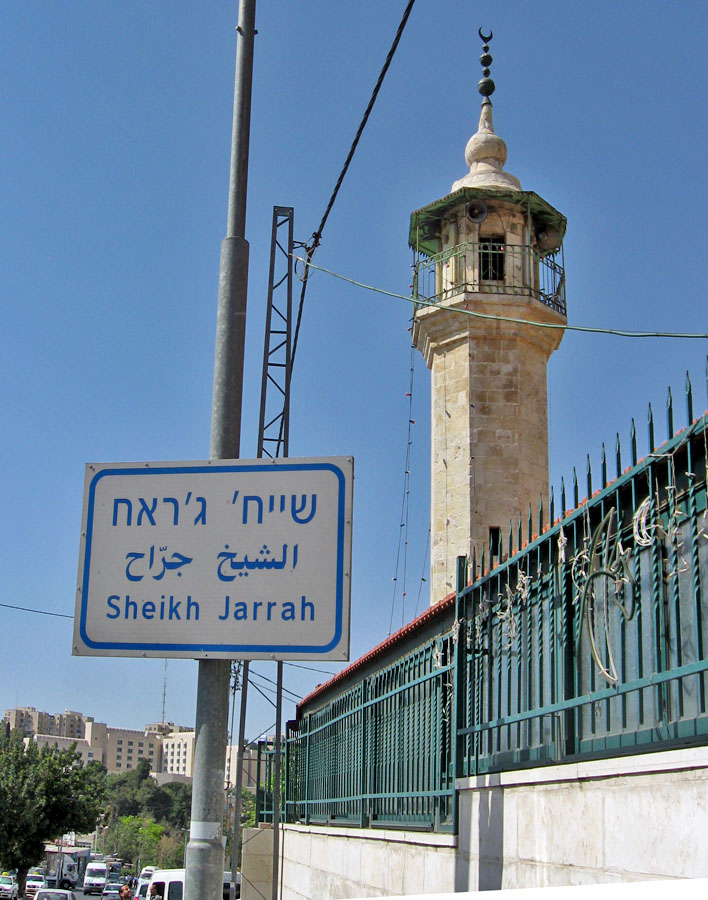
Вход в район Шейх-Джаррах.

Затянувшийся спор о земле в Шейх-Джаррахе считается характерным образцом израильско-палестинских споров о земле с 1948 года. Законы Израиля позволяют израильтянам подавать претензии на землю на Западном берегу и в Восточном Иерусалиме, которой они владели до 1948 года, но отвергают аналогичные претензии ливанцев, египтян, сирийцев, саудийцев, транс-иорданцев, иракцев, йеменцев (часть 1, b1 закона 5710-1950) и палестинцев (часть 1, b3) на землю в Израиле, которой они владели до образования еврейского государства. По данным Иерусалимского института политических исследований, такой подход к правам собственности неприемлем в международном праве и некоторые аналитики утверждают, что созданный этими мерами прецедент восстановления прав евреев на собственность в Восточном Иерусалиме откроет перед палестинцами возможность претендовать на право реституции их собственности в Западном Иерусалиме, захваченной во время войны 1948 года.
Спорная земля была куплена еврейскими трастами у арабских землевладельцев в 1870-х годах. В результате Арабо-израильской войны 1947—1949 годов территория, включавшая спорные земли, временно перешла под контроль Иордании. В 1956 году правительство Иордании в сотрудничестве с организацией ООН по делам беженцев, БАПОР, разместило 28 семей палестинских беженцев в качестве арендаторов на том самом земельном участке, которым Иордания управляла как «хранитель вражеской собственности», и которая ранее принадлежала еврейским трестам. После Шестидневной войны 1967 года этот район оказался под контролем Израиля.
В 1972 году израильское правительство зарегистрировало спорную землю и недвижимость на ней как собственность еврейских трастов, и они после этого потребовали, чтобы палестинские арендаторы платили арендную плату им. В 1990-х годах начали издаваться распоряжения о выселении палестинских семей. Не сумев выселить палестинских арендаторов, еврейские трасты продали дома организации еврейских поселенцев с правыми взглядами, которая с тех пор неоднократно предпринимала попытки выселить арендаторов-палестинцев. Палестинские арендаторы являются потомками беженцев, покинувших земли, отошедшие в 1940-е годы к Израилю, в результате событий, в арабской среде известных, как Накба.
В 2010 году Верховный суд Израиля отклонил апелляцию палестинских семей, проживавших в 57 жилых единицах в районе Шейх-Джаррах, Восточный Иерусалим, которые обратились в суд с ходатайством о признании их права собственности на дома, в которых они проживают. Ожидалось, что 10 мая 2021 года Верховный суд Израиля вынесет решение о том, утвердить ли выселение шести палестинских семей из района Шейх-Джаррах.
Итамар Бен-Гвир, крайне правый израильский политик, посетил Шейх-Джаррах незадолго до начала столкновений, где заявил, что дома принадлежат евреям, и рекомендовал полиции «открыть огонь» по протестующим, что, в свою очередь, подлило масла в огонь. Агентство Франс-Пресс сообщило, что израильские поселенцы, открыто вооружённые автоматами и револьверами, были замечены в Шейх-Джаррахе, что привело к столкновениям. Предыдущие столкновения начались после того, как израильское правительство закрыло Дамаскские ворота, популярное место для собраний мусульман во время Рамадана, и ввело ограничение — 10 000 прихожан, единовременно молящихся в мечети Аль-Акса.
Палестинские протестующие также были разочарованы решением президента Палестины Махмуда Аббаса отложить парламентские выборы в 2021 году в Палестине, полагая, что он сделал это, чтобы избежать политического поражения своей партии ФАТХ.

## Начало столкновений

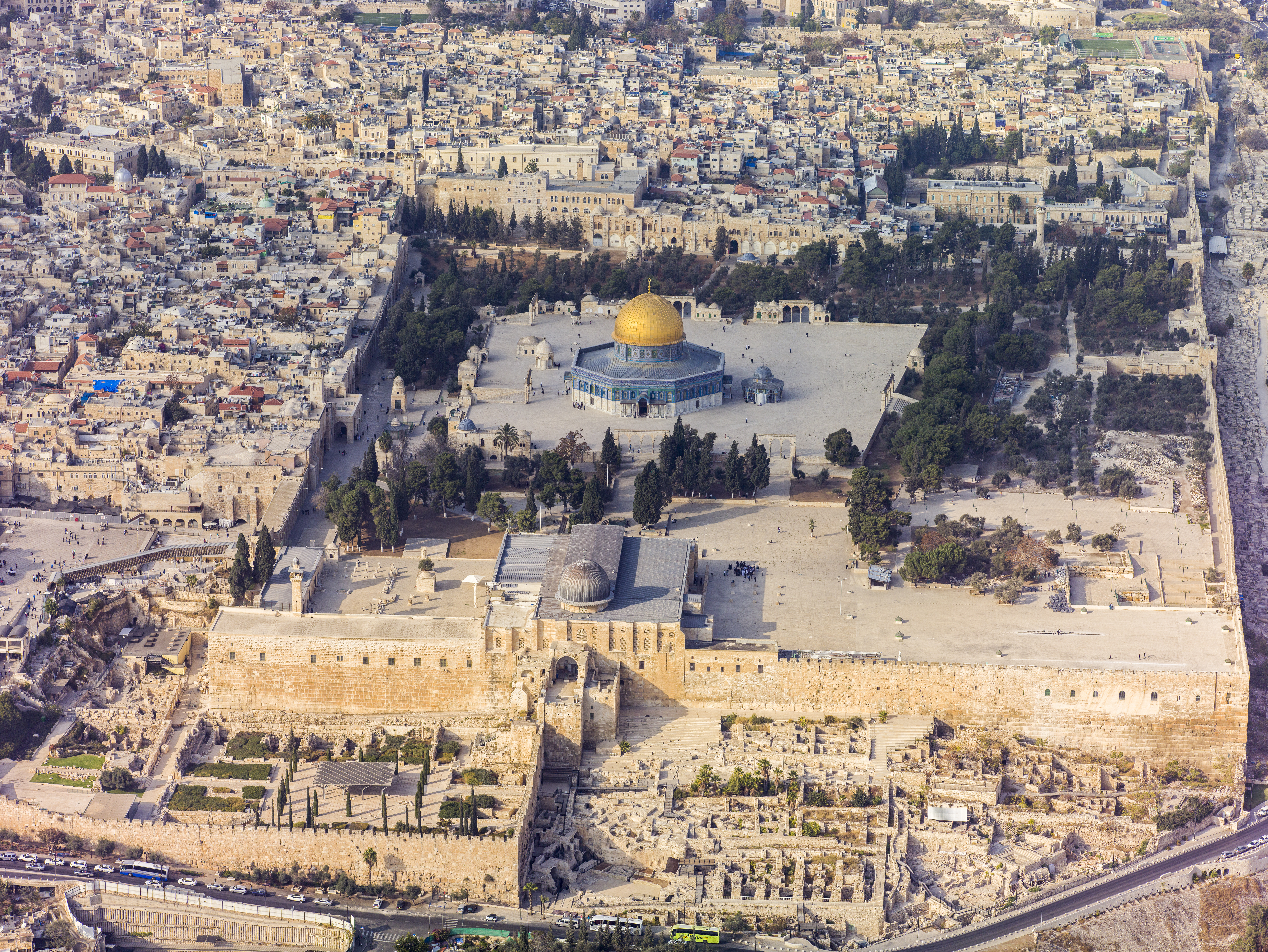
Аэрофотоснимок мечети Аль-Акса на Храмовой горе, места некоторых столкновений

Первое столкновение палестинцев и израильских поселенцев произошло 6 мая в Шейх-Джаррахе, где палестинским семьям грозило выселение. Палестинские протестующие проводили вечерние ифтары на открытом воздухе. 6 мая жители Израиля и члены еврейской организации Оцма Иегудит установили стол через дорогу от палестинцев. В видеороликах в социальных сетях было показано, как обе стороны кидают друг в друга камни и стулья. После вмешательства израильской полиции было арестовано не менее 7 человек.
Дальнейшие столкновения последовали в мечети Аль-Акса. Общество Красного Полумесяца Палестины сообщило, что в тот вечер в Иерусалиме было ранено 136 человек, а правительство Израиля заявило, что шесть полицейских также были ранены.
Новые столкновения произошли 8 мая, в священную для мусульман ночь Лейлат аль-Кадр. Толпы палестинцев бросали камни, зажигали костры и скандировали «Удар по Тель-Авиву» и «Духом и кровью мы искупим Аль-Аксу», что The Times of Israel охарактеризовало как поддержку ХАМАС. Полицейские, одетые в форму спецназа, некоторые из них конные, применили светошумовые гранаты и водомёты. Пострадало не менее 80 человек.
Утром 9 мая израильские силы штурмовали мечеть Аль-Акса, третье по значимости священное место ислама, в результате чего были ранены сотни человек. Палестинцы бросали камни, петарды и тяжёлые предметы, а израильская полиция применяла светошумовые гранаты, слезоточивый газ и стреляла по протестующим резиновыми пулями. Боевое оружие полицией не применялось.
Штурм произошёл накануне Дня Иерусалима, праздника, провозглашённого в честь перехода под контроль Израиля восточной части Иерусалима после Шестидневной войны (1967). По меньшей мере 215 палестинцев получили ранения, 153 из которых были госпитализированы. На следующую ночь боевики Газы обстреляли Израиль ракетами.
Вечером и ночью 10 мая агрессивно настроенные арабские протестующие вышли на улицы в городе Лоде, где забросали камнями и зажигательными бомбами еврейские дома, школу и синагогу, а затем напали на больницу. По участникам беспорядков были произведены выстрелы, в результате чего один погиб и двое были ранены; был арестован подозреваемый в стрельбе еврей.
Массовые протесты и беспорядки усилились по всему Израилю, особенно в городах со значительным арабским населением. 11 мая мэр Лода Яир Ревиво призвал премьер-министра Израиля Биньямина Нетаньяху разместить в городе израильскую пограничную полицию «Магав», заявив, что полностью потерял контроль над городом, и назвав ситуацию «близкой к гражданской войне». Нетаньяху объявил чрезвычайное положение в Лоде 11 мая, впервые с 1966 года, когда Израиль применил чрезвычайные полномочия в отношении арабской общины. Министр общественной безопасности Израиля Амир Охана заявил о поддержке этого решения.
Несколько палестинцев сообщили, что получали текстовые смс-сообщения от израильской военной разведки со словами «Привет! Установлено, что вы принимали участие в актах насилия в мечети Аль-Акса. Вы будете привлечены к ответственности».

## Эскалация конфликта
ХАМАС потребовал от Израиля вывести свои войска из мечети Аль-Акса к 18:00 10 мая. Через несколько минут после истечения крайнего срока ХАМАС выпустил более 150 ракет по Израилю из Газы. Армия обороны Израиля (ЦАХАЛ) сообщила, что по Иерусалиму и Бейт-Шемешу было выпущено семь ракет и одна была перехвачена. Противотанковая ракета была также выпущена по израильскому гражданскому автомобилю, в результате чего был ранен водитель.
11 мая 13-этажная жилая башня Ханади в Газе обрушилась в результате израильского авиаудара. В ЦАХАЛ заявили, что в здании находятся офисы, используемые ХАМАС. Следуя традиционной тактике нанесения точечных ударов в целях уничтожения военной инфраструктуры террористических группировок ХАМАС и «Исламский джихад», руководство ЦАХАЛа заблаговременно предупредило находящихся в здании мирных жителей, предоставив им достаточно времени для эвакуации с места. ХАМАС и «Исламский джихад» в ответ выпустили 130 ракет по Тель-Авиву.
11 мая в израильский государственный нефтепровод попала ракета.
12 мая израильские военно-воздушные силы уничтожили десятки полицейских и охранных объектов в секторе Газа; ХАМАС заявил, что его штаб-квартира полиции была среди уничтоженных целей. Несколько командиров радикального исламистского движения ХАМАС погибли в результате израильского авиаудара по сектору Газа в ответ на ракетные обстрелы. 12 мая из Газы по Израилю было выпущено более 850 ракет.
По данным израильских военных, по меньшей мере 200 ракет не достигли Израиля и упали в секторе Газа.
13 мая с территории Ливана были выпущены три ракеты, они упали в Средиземное море недалеко от северного побережья Израиля.
Ночью 14 мая Армия обороны Израиля начала наземную и воздушную операцию в секторе Газа. Израиль подверг массированным ударам самолётами и танками систему тоннелей, построенную в секторе Газа палестинским радикальным движением ХАМАС. Ни один израильский солдат не вступил на территорию сектора Газа. В ходе контртеррористической операции «Страж стен» ЦАХАЛ вычисляет местоположение боевиков ХАМАСа с помощью мультикоптеров с системой искусственного интеллекта «Химера» (Chimera), разработанной компанией Thirdeye Systems при поддержке отдела разработки вооружений в министерстве обороны (МАПАТ). 14 мая 2021 года Армия обороны Израиля сообщила, что ХАМАС за последние четыре дня выпустил по Израилю не менее 1750 ракет.
14 мая с территории Сирии были выпущены три ракеты, 2 упали на открытой местности, одна не долетела до территории Израиля.
15 мая группировка ХАМАС обстреляла ракетами израильскую военно-морскую базу и порт в городе Ашдоде.
17 мая израильские военные сообщили, что за неделю ракетных обстрелов боевики ХАМАС выпустили с территории сектора Газа, по данным ЦАХАЛ, 3100 ракет.
По данным пресс-службы Армии обороны Израиля, с 19:00 17 мая до 7:00 18 мая были зафиксированы пуски по жилым районам Израиля примерно 90 ракет из сектора Газа, из которых примерно 22 % упали на территории сектора, а остальные перехватила система ПРО «Железный купол».
При посредничестве Египта удалось достигнуть соглашения о перемирии между ХАМАС и Израилем, которое вступило в силу в 2 часа ночи 21 мая. Многие арабы-палестинцы восприняли прекращение огня как победу палестинского сопротивления. Правительство Израиля, со своей стороны, заявило, что в ходе 11-дневной кампании Израиль добился огромного успеха в достижении своей цели — уничтожения военной инфраструктуры ХАМАС, что, по мнению израильских властей, должно привести к более долгосрочному миру и спокойствию.
16 июня 2021 года израильские ВВС нанесли удары по объектам ХАМАС в Газе после того, как палестинцы запустили со своей территории воздушные шары с горючей смесью в сторону Израиля.
21 августа 2021 года во время спровоцированных ХАМАС беспорядков был смертельно ранен пограничник Барель Хадария Шмуэли. В ответ на инцидент истребители ВВС Израиля атаковали четыре объекта по хранению и производству оружия ХАМАС.

## Жертвы
В течение первых трёх дней авиаударов погибли 53 палестинца, из них — четырнадцать детей, три женщины и пять крестьян, и ещё 320 были ранены. Несколько человек были убиты во время точечных бомбардировок военно-политических объектов ХАМАС, размещённых в жилых домах или на прилегающих к ним территориях. Уничтожен один из руководителей ХАМАС по имени Мохаммед Абдулла Файяд, а также два высокопоставленных командира организации «Исламский джихад». Ещё один член ХАМАС был убит 11 мая. Существует спор о том, погибли ли некоторые из первых жертв конфликта в Секторе Газа в результате израильского авиаудара или от упавшей раньше времени собственной ракеты.
11 мая ХАМАС и Исламский джихад отреагировали на израильские обстрелы, запустив сотни ракет по Ашдоду и Ашкелону, в результате чего два человека погибли и более 90 получили ранения. ХАМАС заявил, что они произвели свой «самый большой заградительный огонь», выпустив 137 ракет за пять минут. Третий израильский гражданин, женщина, погибла от ракетного обстрела в Ришон-ле-Ционе.
14 мая 2021 года Армия обороны Израиля сообщила, что число погибших в результате атаки израильтян выросло до семи.
Всего за 11 дней конфликта погибло 244 человека и почти 2 тыс. получили ранения. По данным палестинской стороны, в секторе Газа погибли 232 человека, около 100 из них — женщины и дети. По утверждениям израильской стороны, по меньшей мере 150 из погибших были боевиками ХАМАС и группировки «Палестинский исламский джихад». В Израиле, по официальным данным, погибли 12 человек, сотни получили ранения и травмы.

## Реакции

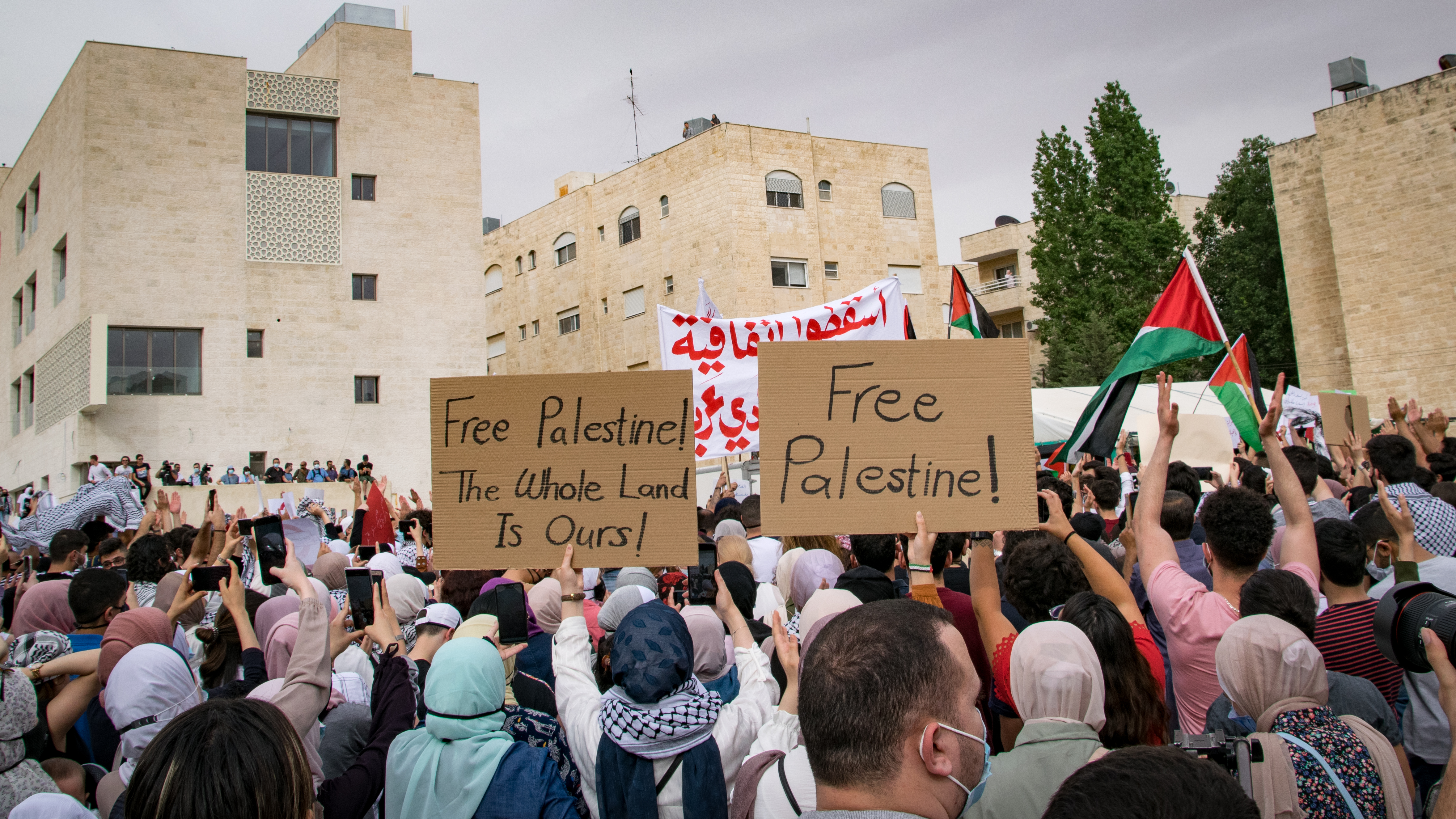
Пропалестинская демонстрация в Аммане, Иордания, 9 мая 2021 г.

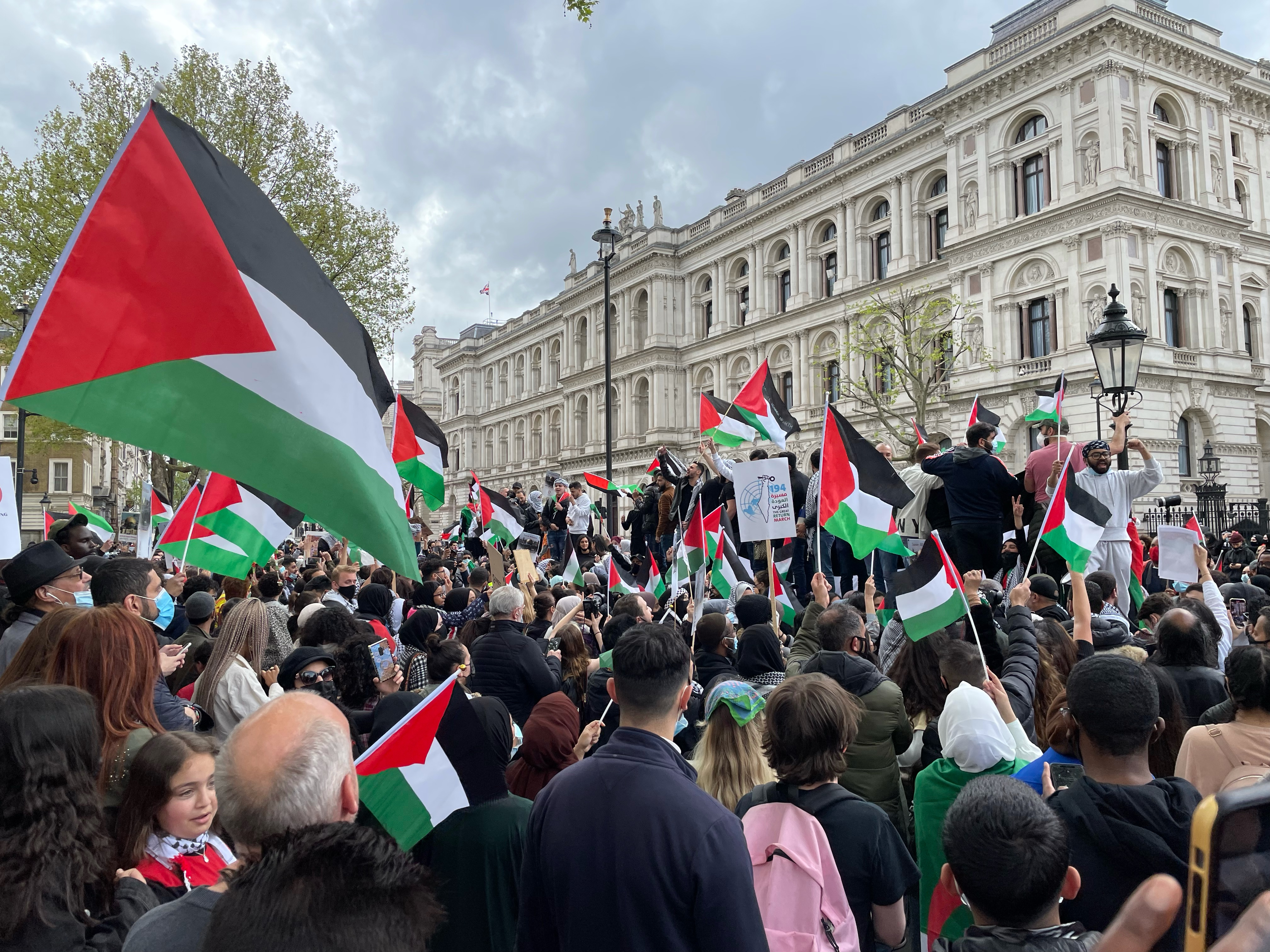
Пропалестинская демонстрация в Лондоне, Англия, 9 мая 2021 г.

### Израильская и палестинская
9 мая 2021 года Верховный суд Израиля отложил своё решение о выселении шести палестинских семей на 30 дней после вмешательства генерального прокурора Израиля Авихая Мандельблита. Полиция Израиля также запретила евреям посещать площадь Аль-Акса на празднование Дня Иерусалима. 10 мая Израиль закрыл пограничный переход Керем-Шалом, в том числе для доставки гуманитарной помощи. 11 мая из-за ракетного обстрела Управление аэропортов Израиля ненадолго приостановило авиаперелёты.
Премьер-министр Израиля Биньямин Нетаньяху поддержал действия израильской полиции и заявил, что Израиль «не позволит никаким радикальным элементам подорвать спокойствие». Официальные лица Израиля также попросили администрацию Байдена не вмешиваться в ситуацию.
10 мая 2021 года президент Палестинской автономии Махмуд Аббас выступил с заявлением о том, что «жестокий штурм и нападение на прихожан в благословенной мечети Аль-Акса и её дворах является новым вызовом для международного сообщества».
Представитель движения «Исламский джихад» в Палестине заявил, что Израиль «начал агрессию в Иерусалиме. Если эта агрессия не прекратится, не будет никакого смысла в дипломатических усилиях по достижению прекращения огня». ХАМАС предъявил ультиматум правительству Израиля, заявив, что если оно не выведет войска из мечети к 2 часам ночи 11 мая, то они нанесут ещё один ракетный удар.
10 мая большая толпа израильских евреев собралась возле мечети, выкрикивая лозунги. Соучредитель организации IfNotNow Симона Циммерман раскритиковала их за проявление враждебности по отношению к палестинцам.
11 мая Нетаньяху созвал экстренное совещание по вопросам безопасности, а в нескольких частях Израиля были закрыты школы.
Президент Израиля Реувен Ривлин осудил беспорядки в Лоде, назвав их погромом.
13 мая ХАМАС выступил с предложением о прекращении огня, заявив, что он готов прекратить нападения на «взаимной основе». На данном этапе Израиль отклонил предложение.
Генеральный секретарь Организации Объединённых Наций Антониу Гутерриш призвал к немедленному прекращению огня «из уважения к духу праздника Ид», сославшись на Ид-аль-Фитр, исламский праздник, знаменующий окончание священного месяца Рамадан.

#### Международные организации
| Организация                    | Реакция |
| ------------------------------ | --- |
| Европейский Союз               | Европейский союз призвал обе стороны снизить напряжённость и вновь заявил, что «насилие и подстрекательство недопустимы, и виновные с каждой из сторон должны быть привлечены к ответственности». |
| Организация Объединённых Наций | ООН призвала Израиль отменить любые запланированные выселения и использовать «максимальную сдержанность в применении силы» против протестующих. Совет Безопасности ООН собрался на закрытое заседание 10 мая для обсуждения этого вопроса. На заседании Совбеза обсудили проект резолюции, который был отклонён из-за позиции США. |
| Лига арабских государств       | 11 мая состоялось экстренное онлайн-собрание. Генеральный секретарь Лиги арабских государств Ахмед Абу-ль-Гейт осудил израильские воздушные удары по Газе как «неизбирательные и безответственные». |

#### Страны
| Страна            | Реакция |
| ----------------- | --- |
| Аргентина         | Министерство иностранных дел выступило с заявлением, в котором осудило чрезмерное применение силы израильскими силами безопасности и ХАМАС, запускающими ракеты по израильской земле, а также выразило обеспокоенность и призвало обе стороны снизить напряжённость. |
| Бахрейн           | 8 мая Times of Israel сообщила, что официальные лица Бахрейна решительно осудили действия в мечети Аль-Акса и возможные выселения в Шейх-Джаррахе, и призвали Израиль «прекратить провокации против жителей Иерусалима и принять меры для предотвращения нападений на верующих в священный месяц Рамадан». |
| Канада            | 9 мая Министр иностранных дел Канады Марк Гарно призвал к «немедленной деэскалации напряжённости» и предложил всем сторонам «избегать любых агрессивных действий». Он также выразил обеспокоенность тем, что «недавние решения о выселении, в том числе в Шейх-Джаррахе, подорвут перспективы мирного сосуществования двух государств» (Израиля и Палестины). |
| Египет            | 9 мая Министерство иностранных дел Египта заявило, что Израиль «должен прекратить действия, нарушающие неприкосновенность мечети Аль-Акса», и заявило, что потенциальные выселения палестинских семей являются нарушением международного права. 11 мая Самех Шукри сообщил экстренному заседанию Лиги арабских государств, что Египет обратился к Израилю с предложением о посредничестве, но не получил «необходимого ответа». |
| Франция           | 10 мая пресс-секретарь министерства иностранных дел Франции призвала «все заинтересованные стороны проявить максимальную сдержанность и воздерживаться от любых провокаций, чтобы как можно скорее восстановить спокойствие». |
| Германия          | 10 мая Министр иностранных дел Хайко Маас заявил репортёрам в Брюсселе — «мы можем только призвать все стороны к деэскалации этой поистине взрывоопасной ситуации», и заявил, что «обе стороны могут способствовать этому», добавив, что и израильские, и палестинские власти «обязаны предотвратить дальнейшие жертвы среди гражданского населения». |
| Индонезия         | 10 мая президент Джоко Видодо осудил рейд израильской полиции на мечеть Аль-Акса и призвал Совет Безопасности ООН «принять меры», добавив, что «Индонезия и дальше будет занимать сторону народа Палестины». |
| Иран              | 7 мая Высший руководитель Ирана Али Хаменеи описал рейд израильской полиции в мечети Аль-Акса как «злонамеренное поведение». 9 мая «The Guardian» сообщила, что иранские официальные лица призвали ООН осудить действия израильской полиции, охарактеризовав их как «военное преступление». 11 мая Министр иностранных дел Ирана Мохаммад Джавад Зариф заявил, что рейд на Аль-Аксу был «самым большим доказательством расистского, преступного характера государства-узурпатора (Израиля), который всегда был основной причиной отсутствия безопасности и стабильности в этом регионе». |
| Ирландия          | 10 мая Министр иностранных дел Саймон Ковни осудил жестокую реакцию израильских спецслужб, назвав её «совершенно неприемлемой». 11 мая лидер ирландской оппозиции Мэри Лу Макдональд сказала, что нападения на Палестину были «нарушением Израилем международного права». Посланник Израиля в Ирландии также был вызван для подачи официального протеста. |
| Иордания          | 9 мая МИД Иордании осудило рейд израильской полиции на Аль-Аксу как варварство и вызвало посла Израиля в Иордании Амира Вайсброда для подачи официального протеста. Иорданские новостные агентства сообщили, что король Иордании Абдалла II выразил поддержку палестинскому народу и осудил действия Израиля в телефонном разговоре с Махмудом Аббасом. |
| Малайзия          | 8 мая Министр иностранных дел Малайзии Датук Сери Хишаммуддин Хусейн осудил действия израильской полиции в мечети Аль-Акса. |
| Мальта            | 11 мая министерство иностранных и европейских дел выступило с заявлением, в котором призвало к прекращению насилия, выразило соболезнования семьям жертв и признало «право палестинцев не лишаться дома в Восточном Иерусалиме». Министерство подтвердило свою поддержку решения о сосуществовании двух государств. |
| Марокко           | 9 мая Voice of America сообщило, что король Мухаммед VI выразил «глубокую озабоченность» насилием в Иерусалиме. |
| Новая Зеландия    | 11 мая министр иностранных дел Новой Зеландии Наная Махута призвала Израиль «прекратить снос и выселение палестинцев», а затем призвала обе стороны «прекратить действия, которые подрывают перспективы решения о мирном сосуществовании». |
| Оман              | 8 мая МИД Омана осудило действия израильской полиции в мечети Аль-Акса и «политику и процедуры, ведущие к изгнанию братского палестинского народа из их домов в городе Иерусалим». Министерство подтвердило свою поддержку независимого палестинского государства в границах 1967 года со столицей в Восточном Иерусалиме. |
| Пакистан          | 9 мая Премьер-министр Пакистана Имран Хан осудил действия израильской полиции в мечети Аль-Акса, заявив, что такие действия нарушают «все нормы гуманности и международного права». Министр иностранных дел Пакистана Шах Мехмуд Куреши также осудил действия полиции в мечети Аль-Акса, добавив, что «такая жестокость противоречит самому духу гуманности и закона о правах человека». |
| Россия            | 8 мая российские официальные лица выразили «глубокую озабоченность» и решительно осудили «нападения на мирных жителей», призвав «все стороны воздерживаться от любых шагов, чреватых эскалацией насилия». |
| Саудовская Аравия | 8 мая Министерство иностранных дел Саудовской Аравии выступило с заявлением, что королевство Саудовская Аравия «отвергает планы и меры Израиля по выселению десятков палестинцев из их домов в Иерусалиме и установлению над ними суверенитета Израиля». |
| ЮАР               | 10 мая президент Сирил Рамафоса заявил, что АНК «самым решительным образом» осудил возможные выселения и «жестокие нападения на палестинских демонстрантов в мечети Аль-Акса и в мечети Купол Скалы». |
| Судан             | 8 мая министерство иностранных дел Судана выступило с заявлением, в котором действия Израиля в Иерусалиме были охарактеризованы как «репрессии». В заявлении содержится призыв к израильскому правительству «воздерживаться от односторонних шагов, которые уменьшают шансы на возобновление мирных переговоров». |
| Турция            | 9 мая президент Реджеп Тайип Эрдоган выступил с речью в Анкаре, описывая Израиль как «жестокое террористическое государство» и призывая ООН вмешаться, чтобы «остановить преследование» палестинцев. |
| ОАЭ               | 8 мая государственный министр иностранных дел Халифа аль-Марар выступил с заявлением, в котором осудил возможные выселения и столкновения в Иерусалиме. Он также призвал израильское правительство «обеспечить необходимую защиту права палестинского гражданского населения исповедовать свою религию и предотвратить действия, нарушающие неприкосновенность Священной мечети Аль-Акса». |
| Украина           | 11 мая Министерство иностранных дел обнародовало заявление, в котором осудило обострение в Восточном Иерусалиме, Секторе Газа и на Западном берегу, которое привело к человеческим жертвам и заявило, что «ракетные обстрелы территории Израиля должны немедленно прекратиться». Признавая право Израиля на самооборону, министерство иностранных дел Украины призвало все стороны воздержаться от эскалации насилия. |
| Великобритания    | 10 мая Министр иностранных дел и международного развития Великобритании Доминик Рааб осудил ракетные обстрелы Иерусалима и призвал к «немедленной деэскалации событий со всех сторон» и «прекращению атак на гражданское население». Лидер оппозиции Кир Стармер сказал, что «Израиль должен уважать международное право» и призвал израильское правительство работать с палестинскими лидерами для снижения напряжённости. |
| США               | 9 мая представитель Государственного департамента США осудил ракетные обстрелы Израиля из Газы. Госдепартамент также выразил обеспокоенность по поводу возможных выселений. Политики Берни Сандерс, Элизабет Уоррен и Александрия Окасио-Кортес выступили с заявлениями, осуждающими Израиль по поводу возможных выселений. 10 мая Государственный секретарь США Энтони Блинкен сказал, что «необходимо, чтобы все стороны предприняли шаги для деэскалации и успокоения ситуации». Он выразил «глубокую озабоченность» ракетными обстрелами Израиля и призвал немедленно прекратить их. Кандидат в мэры Нью-Йорка Эндрю Ян 10 мая написал в Твиттере, что он «солидарен с народом Израиля, который подвергается бомбардировкам, и осуждает террористов из ХАМАС». Эти твиты получили поддержку со стороны консерваторов и негативную реакцию со стороны либералов. 11 мая Пресс-секретарь Белого дома Джен Псаки осудила ракетные обстрелы Израиля и добавила, что поддержка президентом Байденом «законного права Израиля на защиту себя и своего народа» является «фундаментальной и президент никогда не откажется от неё». Она добавила, что персонал Белого дома взаимодействовал с израильскими и палестинскими официальными лицами и что деэскалация была главной задачей Белого дома. |

### Протесты
- 9 мая Ассоциация мусульман Великобритании организовала акции протеста в Лондоне, Манчестере, Бирмингеме и Брэдфорде против возможных выселений[120].
- 10 мая тысячи иорданцев провели акцию протеста у посольства Израиля в Аммане[121].
- 10 мая тысячи турок, сирийцев и палестинцев провели акцию протеста у израильского консульства в Стамбуле[122]. Протестующие собрались несмотря на ограничения, связанные с COVID-19, с палестинскими и турецкими флагами в руках, выкрикивая лозунг «Турецкая армия идёт в Газу!»[123].
- 11 мая сотни южноафриканцев провели пропалестинскую акцию протеста в Кейптауне[113][124]
- 11 мая сотни протестующих провели пропалестинскую акцию протеста в Брайтоне[125].
- 11 мая на Манхэттене произошли столкновения между произраильскими и пропалестинскими демонстрантами[126].
- Во второй половине дня 11 мая на проспекте Конституции в Вашингтоне, округ Колумбия, прошла пропалестинская демонстрация[127].
- 11 мая Совет по американо-исламским отношениям (CAIR) и «Американские мусульмане в Палестине» организовали пропалестинскую акцию протеста у здания Государственного департамента в Вашингтоне. В акции протеста приняли участие члены палаты представителей США Рашида Тлаиб и Андре Карсон[128].
- 13 мая на Таймс-сквер в Нью-Йорке прошла акция в поддержку Израиля[129].
- 16 мая демонстрация в поддержку Израиля прошла в Хельсинки[130].
- 16 мая акции в поддержку Израиля прошли в грузинских городах Тбилиси и Батуми[131].

### Социальные сети
- Пользователи Instagram и Twitter, писавшие в поддержку палестинцев, заявили, что их сообщения были удалены или их учётные записи были заблокированы. Компании извинились и обвинили в ситуации технический сбой[132].
- В социальных сетях было распространено видео, на котором израильтяне празднуют праздник «День Иерусалима» у Стены Плача, в то время как вверху на заднем плане, около мечети Аль-Акса, горит дерево. The Intercept назвал видео «тревожным примером ультранационалистического безумия». Израильский арабский политик Айман Оде назвал видео «шокирующим». The Intercept также приводит свидетельства Иехуды Ари Гросса[133], согласно которым причиной возгорания дерева могли стать «фейерверки», запускавшиеся с Храмовой горы в сторону площади у Стены плача, «где тысячи евреев собрались на празднование Дня Иерусалима».[134][135] Журналист Дэвид Патрикаракос был среди тех, кто охарактеризовал видео как пример «фейковых новостей» на том основании, что пение и танцы являются частью ежегодных празднований Дня Иерусалима, что они не связаны с пожаром, и что пожар был развязан палестинскими протестующими, бросившими петарды в полицейских[115][136].
- Twitter ограничил доступ к аккаунту палестинско-американской журналистки Мариам Баргути, которая освещала протесты с Западного берега. Баргути сказала, что Twitter попросил её удалить некоторые из её твитов. Позже компания заявила, что блокировка учётной записи произошла из-за ошибки[137][138].

## Авиакомпании
12 мая авиакомпании American Airlines, United Airlines и Delta Air Lines приостановили свои полёты в Израиль.